# Gare de Klosters-Dorf
La gare de Klosters-Dorf (en allemand bahnhof Klosters-Dorf) est une gare ferroviaire suisse de la ligne RhB à voie métrique de Landquart à Davos-Platz, située à Klosters-Dorf sur le territoire de la commune de Klosters-Serneus, région de Prättigau/Davos dans le canton des Grisons.
C'est une gare des Chemins de fer rhétiques (RhB) desservie par des trains Regio (R) et RegioExpress (RE).

## Situation ferroviaire
Établie à 1 124 mètres d'altitude, la gare de Klosters-Dorf est située au point kilométrique (PK) 30,653 de la ligne de Landquart à Davos-Platz (no 910), entre les gares de Saas (s'intercale la gare fermée de Serneus) et de Klosters-Platz.

## Service des voyageurs

### Accueil
Gare des Chemins de fer rhétiques (RhB), elle dispose d'un ancien bâtiment voyageurs.

### Desserte
Klosters-Dorf est desservie par des trains Regio (R) ou RegioExpress (RE) des relations : Landquart - Davos-Platz, Landquart - Saint-Moritz et Disentis/Mustér - Scuol-Tarasp,.

### Intermodalité
Le stationnement des véhicules est possible à proximité. Elle permet l'accès au téléphérique de Madrisa.